# Dư địa
Dư địa hay còn gọi là không gian tài khóa (Fiscal space) là yếu tố cho phép sự linh hoạt của chính phủ trong việc lựa chọn chi tiêu của mình và nói chung là về phúc lợi tài chính của một chính phủ khi điều hành nền kinh tế. Peter Heller cho rằng dư địa một khoảng mở trong ngân sách của chính phủ (dư địa ngân sách-tài khóa), cho phép nó cung cấp các nguồn lực cho một mục đích mong muốn mà không gây nguy hiểm cho tính bền vững của vị thế tài chính hoặc sự ổn định của nền kinh tế.

## Từ nguyên
Trong tiếng Việt thì dư địa có nghĩa là “đất dư” hay đất thừa, đất trống (tiếng Anh là Spare ground, liên quan đến nó cũng có nghĩa tương đồng là allowance nghĩa là sự chiếu cố, sự dung thứ, và loophole nghĩa là lỗ hổng, kẽ hở, lối thoát). Đào Duy Anh dịch chữ dư địa là “chỗ đất thừa-khoan dung”, Trần Văn Chánh dịch là “chỗ nới, phần linh động”, Phan Văn Các dịch là “khoảng trống-chỗ để xoay xở-chỗ chừa lại-chỗ nới-phần linh động”. Như vậy, dư địa nói chung được hiểu là không gian để có chỗ mà xoay xở, lựa chọn nhiều nguồn lực (thường là không được thống kê hoặc trong biên chế) trong việc hoạch định, thực hiện các chính sách có yếu tố tài chính, tài khóa mà người có nó sẽ có nhiều thuận lợi và lợi thế hơn. Ngày nay, thuật ngữ này còn mở rộng ra như dư địa ngân sách, dư địa tín dụng, dư địa tăng trưởng, dư địa phát triển, dư địa tiết kiệm.

## Giá trị
Dư địa hay không gian tài khóa có thể được sử dụng để xác định xem thử chính phủ một nước đang gần đến bước đường cùng hay chưa, vì nó sẽ cho thấy chính phủ đã sử dụng hết các quân bài có trong tay của mình hay chưa, chẳng hạn như khi phải đối diện với khủng hoảng kinh tế ở Venezuela, Chính phủ của tổng thống Maduro đã quyết định bán các thỏi vàng dự trữ để mua nhu yếu phẩm, đồng thời có nguồn cho chính phủ chi tiêu để kéo dài thời gian để có các kế hoạch để cứu vãn sự phá sản của ngân sách chính phủ, nghĩa là ông ta vẫn còn nước cờ cuối như là một giải pháp khác ngoài các nguồn lực đã cạn kiện để đưa nền kinh tế thoát khỏi tình trạng suy thoái và lạm phát.